# Żebry-Kolonia (województwo podlaskie)
Żebry-Kolonia – wieś w Polsce położona w województwie podlaskim, w powiecie łomżyńskim, w gminie Śniadowo.
W latach 1921 – 1939 wieś leżała w województwie białostockim, w powiecie łomżyńskim, w gminie Szczepankowo.
W latach 1975–1998 miejscowość administracyjnie należała do województwa łomżyńskiego.